# دلبوث أنطاكي
الدلبوث الأنطاكي (باللاتينية: Gladiolus antakiensis) نوع نباتي يتبع جنس الدلبوث من الفصيلة السوسنية.

## الموئل والانتشار
موطنها بلاد الشام وتركيا.